# Motociklistična Velika nagrada Avstrije
Motociklistična Velika nagrada Avstrije je bila motociklistična dirka svetovnega prvenstva med sezonama 1971 in 1997 ter od sezone 2016.

## Zmagovalci
| Leto | Dirkališče    | 125 cm³/Moto3     | 250 cm³/Moto2     | 500 cm³/MotoGP    | Poročilo |
| ---- | ------------- | ----------------- | ----------------- | ----------------- | -------- |
| 2022 | Red Bull Ring | Ajumu Sasaki      | Ai Ogura          | Francesco Bagnaia | Poročilo |
| 2021 | Red Bull Ring | Sergio García     | Raúl Fernández    | Brad Binder       | Poročilo |
| 2021 | Red Bull Ring | Albert Arenas     | Jorge Martín      | Andrea Dovizioso  | Poročilo |
| 2019 | Red Bull Ring | Romano Fenati     | Brad Binder       | Andrea Dovizioso  | Poročilo |
| 2018 | Red Bull Ring | Marco Bezzecchi   | Francesco Bagnaia | Jorge Lorenzo     | Poročilo |
| 2017 | Red Bull Ring | Joan Mir          | Franco Morbidelli | Andrea Dovizioso  | Poročilo |
| 2016 | Red Bull Ring | Joan Mir          | Johann Zarco      | Andrea Iannone    | Poročilo |
| 1997 | A1-Ring       | Noboru Ueda       | Olivier Jacque    | Mick Doohan       | Poročilo |
| 1996 | A1-Ring       | Ivan Goi          | Ralf Waldmann     | Alex Crivillé     | Poročilo |
| 1994 | Salzburgring  | Dirk Raudies      | Loris Capirossi   | Mick Doohan       | Poročilo |
| 1993 | Salzburgring  | Takeshi Tsujimura | Doriano Romboni   | Kevin Schwantz    | Poročilo |
| 1991 | Salzburgring  | Fausto Gresini    | Helmut Bradl      | Mick Doohan       | Poročilo |
| 1990 | Salzburgring  | Jorge Martinez    | Luca Cadalora     | Kevin Schwantz    | Poročilo |

| Leto | Dirkališče   | 80 cm³            | 125 cm³        | 250 cm³          | 500 cm³         | Poročilo |
| ---- | ------------ | ----------------- | -------------- | ---------------- | --------------- | -------- |
| 1989 | Salzburgring |                   | Hans Spaan     | Sito Pons        | Kevin Schwantz  | Poročilo |
| 1988 | Salzburgring |                   | Jorge Martinez | Jacques Cornu    | Eddie Lawson    | Poročilo |
| 1987 | Salzburgring | Jorge Martinez    | Fausto Gresini | Anton Mang       | Wayne Gardner   | Poročilo |
| 1986 | Salzburgring | Jorge Martinez    | Luca Cadalora  | Carlos Lavado    | Eddie Lawson    | Poročilo |
| 1985 | Salzburgring |                   | Fausto Gresini | Freddie Spencer  | Freddie Spencer | Poročilo |
| 1984 | Salzburgring | Stefan Dörflinger |                | Christian Sarron | Eddie Lawson    | Poročilo |

| Leto | Dirkališče   | 50 cm³       | 125 cm³            | 250 cm³          | 350 cm³           | 500 cm³          | Poročilo |
| ---- | ------------ | ------------ | ------------------ | ---------------- | ----------------- | ---------------- | -------- |
| 1983 | Salzburgring |              | Angel Nieto        | Manfred Herweh   |                   | Kenny Roberts    | Poročilo |
| 1982 | Salzburgring |              | Angel Nieto        |                  | Eric Saul         | Franco Uncini    | Poročilo |
| 1981 | Salzburgring |              | Angel Nieto        |                  | Patrick Fernandez | Randy Mamola     | Poročilo |
| 1979 | Salzburgring |              | Angel Nieto        |                  | Kork Ballington   | Kenny Roberts    | Poročilo |
| 1978 | Salzburgring |              | Eugenio Lazzarini  |                  | Kork Ballington   | Kenny Roberts    | Poročilo |
| 1977 | Salzburgring |              | Eugenio Lazzarini  |                  |                   | Jack Findlay     | Poročilo |
| 1976 | Salzburgring |              | Pier Paolo Bianchi |                  | Johnny Cecotto    | Barry Sheene     | Poročilo |
| 1975 | Salzburgring |              | Paolo Pileri       |                  | Hideo Kanaya      | Hideo Kanaya     | Poročilo |
| 1974 | Salzburgring |              | Kent Andersson     |                  | Giacomo Agostini  | Giacomo Agostini | Poročilo |
| 1973 | Salzburgring |              | Kent Andersson     | Jarno Saarinen   | János Drapál      | Jarno Saarinen   | Poročilo |
| 1972 | Salzburgring |              | Angel Nieto        | Börje Jansson    | Giacomo Agostini  | Giacomo Agostini | Poročilo |
| 1971 | Salzburgring | Jan de Vries | Angel Nieto        | Silvio Grassetti | Giacomo Agostini  | Giacomo Agostini | Poročilo |